# Сухоцвіт норвезький
Сухоцвіт норвезький (Omalotheca norvegica, Gnaphalium norvegicum) — багаторічна рослина, ентомофіл, анемохор. Представник роду сухоцвіти (Gnaphalium), родини айстрові (Asteraceae). Був відкритий норвезьким ботаніком Йоханом Ернестом Гуннерусом у 1772 році.

## Поширення та екологія
Ареал поділяють на північну та південну частину:
- Північна частина — охоплює арктичні області Європи, Урал і східну частину Північної Америки;
- Південна частина — гори Євразії(Піренеї, середньогірні масиви Франції і Німеччини, Альпи (від 1200–1300 до 2750–2800 м), Карпати, гори Балканського півострова, Кавказ, Алтай). У Європі південна межа проходить через Піренеї, південні передгір'я Альп і Балкани.

В Українських Карпатах цей вид поширений у всіх високогірних районах, та зустрічається досить часто. Зростає досить звично у світлих лісах і криволіссі, на кам'янистих місцях, від гірсько-лісового до альпійського поясу. Циркумполярний арктично-альпійський вид.

## Морфологія
Білоповстиста рослина 10-30 см заввишки, стебла висхідні, вигнуті або прямостоячі, міцні, листки виразнотрижилкові, ланцетні, зверху менш повстисті, середні — інколи довші від нижніх.
Суцвіття — колосоподібне, листочки обгортки з темно-бурою плівчастою облямівкою по краю, зовнішні листочки обгортки не перевищують третини довжини кошика, обгортка під час цвітіння дзвоникоподібна.
Квіти — блідо-коричнюваті, крайові — маточкові, ниткоподібні, близько 4,5 мм завдовжки, розміщенні в кілька рядів, сім′янки близько 1,2-1,5 мм завдовжки, коротко запушені, цвіте у липні-вересні

## Використання
Різні види сухоцвіту застосовують у народній медицині для лікування ран, що важко загоюються, виразок і опіків, початкових стадій гіпертонії.

## Хімічний склад
У рослинах містяться дубильні речовини, ефірні олії, смоли, каротин, тіамін, сліди алкалоїдів та інші сполуки.

## Охорона
Зростає на території Карпатського національного природного парку, Карпатського біосферного заповідника та в інших природоохоронних резерватах загальнодержавного і місцевого статусу.

## Синоніми
- Gnaphalium fuscatum Pers.
- Gnaphalium fuscum Lam.
- Gnaphalium sylvaticum var. brachystachys Ledeb.
- Gnaphalium sylvaticum var. fuscatum Wahlenb.
- Gamochaeta norvegica (Gunnerus) Gren. (1869)
- Omalotheca norvegica (Gunnerus) Sch.Bip. & F.W.Schultz
- Synchaeta norvegica(Gunnerus) Kirp. (1950)

## Близькі види
- Сухоцвіт лісовий (Gnaphalium sylvaticum L.)
- Сухоцвіт багновий (Gnaphalium uliginosum L., Filaginella uliginosa (L.) Opiz)